# Хатинхов лангур
Хатинховият лангур (Trachypithecus hatinhensis) е вид бозайник от семейство Коткоподобни маймуни (Cercopithecidae). Видът е застрашен от изчезване.

## Разпространение
Разпространен е във Виетнам и Лаос.